# سایت اسکان عشایر میلاد
سایت اسکان عشایر میلاد، یا میلادشهر پلدشت روستایی است از توابع بخش ارس و در شهرستان پلدشت استان آذربایجان غربی ایران.روستایی که شغل مردم بیشتر دامداری و کشاورزی بوده.

## جمعیت
این روستا در دهستان زنگبار قرار داشته بر اساس سرشماری سال ۱۴۰۰ جمعیت آن ۲۵۰۰نفر (۵۰۰خانوار) بوده است.